# Station Warszawa Śródmieście
Station Warszawa Śródmieście is een spoorwegstation in het stadsdeel Śródmieście in de Poolse hoofdstad Warschau.